# الطيب بولحروف
```
الطيب بولحروف
 ولد يوم 
9 أبريل
 
1923
 بمنطقة وادي زناتي بولاية 
قالمة
، نشأ في أسرة متواضعة، زاول دراسته بمدينة 
عنابة
 ولم يتسن له مواصلة التعليم إذ طرد من المدرسة وهو في المرحلة الإعدادية.
```

## نضاله قبل الثورة
لقد كان الطيب بولحروف من المساهمين في تكوين الأفواج الأولى للكشافة الإسلامية بمنطقة عنابة. شارك في تنظيم مظاهرة تضأمنية مساندة للحزب الدستوري التونسي ولهذا أودع السجن لأول مرة في عام 1938. ومنذ حل حزب الشعب الجزائري صبغ على نشاط الطيب بولحروف طابع السرية وقد سعى لتوسيع القاعدة الشعبية للحزب المنحل. شارك في تأسيس حركة أحباب البيان والحرية. 
كان أحد المنظمين لمظاهرات 8 ماي 1945 وعلى إثرها أعتقل مرة أخرى ولم يطلق سراحه إلا بعد صدور قرار العفو على المساجين السياسيين، بعد خروجه من السجن ساهم مع زملائه في تأسيس المنظمة الخاصة وفي إطارها عين مسؤولا على المنطقة التي تضم عنابة، سكيكدة، عين البيضاء، وفي عام 1948 أعتقل للمرة الثالثة وأودع سجن بربروس، قام حينها بإضراب عن الطعام مطالبا بالحقوق السياسية للوطنيين الجزائريين.
عين عضوا في اللجنة المركزية لحركة انتصار الحريات الديمقراطية عام 1949. على إثر اكتشاف المنظمة الخاصة ألقي عليه القبض ليطلق سراحه في عام 1951، بعدها التحق باتحادية الحزب بفرنسا رفقة أمحمد يزيد عام 1952 وهناك تولى الإشراف على إدارة صحيفة «الجزائر الحرة» لسان حال الاتحادية. عند نشوب أزمة حركة الانتصار وقف موقفا معارضا لمصالي الحاج، وبتهمة المساس بأمن الدولة الفرنسية الخارجي ألقي عليه القبض في بداية 1954 ولم يطلق سراحه إلا في أوت 1954.

## نشاطه أثناء الثورة
عند اندلاع الثورة كان الطيب بولحروف بفرنسا، فالتحق بصفوف الجبهة في إطار اتحادية جبهة التحرير الوطني بفرنسا قصد التعريف بأهداف الثورة ومبادئها لدى الرأي العام الفرنسي. ومن أجل هذا الهدف سعى إلى ربط اتصالات مع بعض الشخصيات الشيوعية في فرنسا محاولا كسب الحزب الشيوعي الفرنسي لصف الثورة إلا أنه لم يفلح في ذلك. ساهم أيضا في طبع جريدة المقاومة الجزائرية بفرنسا ثم سويسرا.
في إطار الحكومة المؤقتة للجمهورية الجزائرية مارس عدة مهام من بينها ممثلا للجبهة في كل من روما وجنيفحيث لعب دورا هاما في الاتصالات الأولية مع السلطات الفرنسية هذه الاتصالات التي توجت بإتفاقيات إيفيان التي واكب أهم مراحلها بدءا بالاتصالات السرية بجنيف عام 1961 إلى التوقيع النهائي للاتفاقيات في 18 مارس 1962. توفي البطل في 26 جوان 2005
1. ↑  عنابة.. مدينة الآثار والجبال والشواطئ الجزائرية نسخة محفوظة 6 ديسمبر 2019 على موقع واي باك مشين.
2. ↑  ثنيو، نور الدين (1 يناير 2015). إشكالية الدولة في تاريخ الحركة الوطنية الجزائرية. المركز العربي للأبحاث ودراسة السياسات. ISBN:978-614-445-025-3. مؤرشف من الأصل في 2024-08-07.
3. ↑  عزيز، يحيى بو (1991). الاتجاه اليميني في الحركة الوطنية الجزائرية من خلال نصوصه، ٢١٩١-٨٤٩١. ديوان المطبوعات الجزائرية،. مؤرشف من الأصل في 2024-08-07.